# Frans Florida

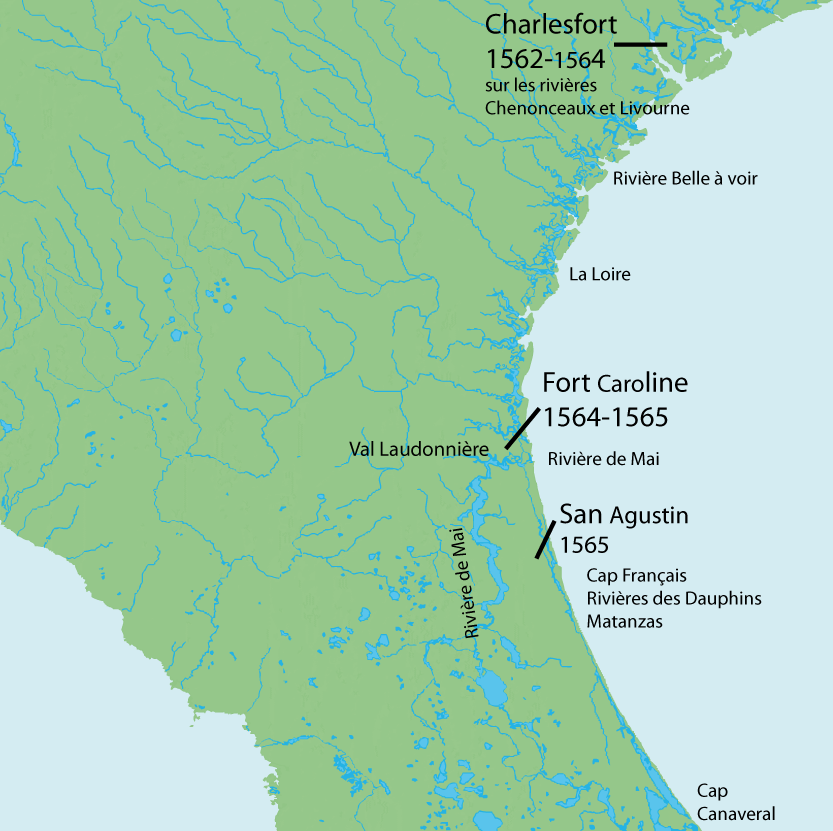
De 2 forten van Frans Florida: Charlesfort en Fort Caroline aan de Amerikaanse oostkust

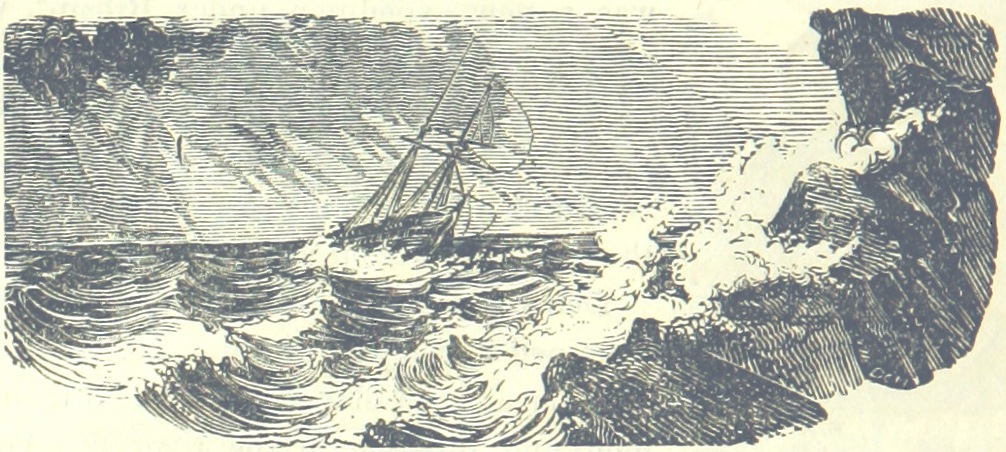
Schipbreuk van kapitein Jean Ribault

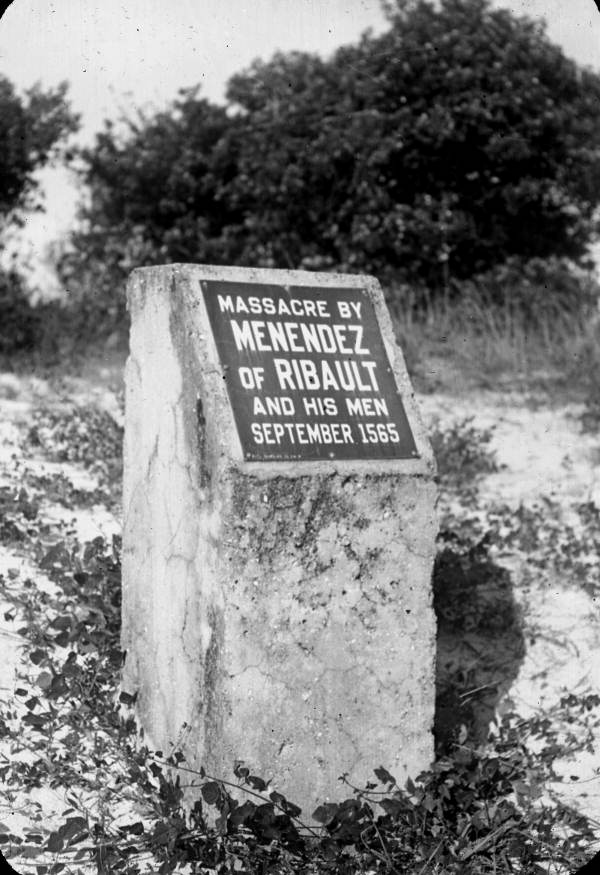
Herdenking in Jacksonville voor het bloedbad door Menendez

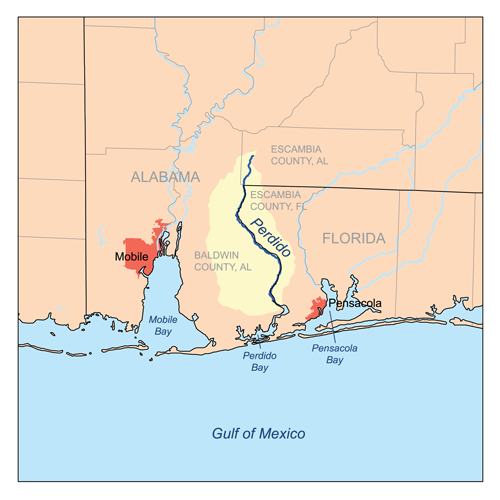
Pensacola aan de andere zijde, in West-Florida, Louisiana (Nieuw-Frankrijk)

Frans Florida was gedurende korte tijd een kolonie van het koninkrijk Frankrijk aan de oostkust van Florida. Het ging om het fort Charlesfort (1562-1564), tegenwoordig Parris Island in South-Carolina, en het Fort Caroline (1564-1565) in Florida zelf. De kolonisten waren hugenoten die Frankrijk ontvluchtten tijdens de Franse Godsdienstoorlogen.

## Historiek

### Charlesfort
Gaspard de Coligny, een leider van de hugenoten, gaf de politieke en financiële steun aan een expeditie voor Florida. Een vorige expeditie, in Rio de Janeiro (1555-1560), was mislukt. De hugenoten vonden de oostkust van Florida op de kaart een nieuwe kans waard. Deze plek behoorde (nog) niet tot Spaans Florida.
Jean Ribault, een ervaren zeekapitein uit Dieppe, kreeg de leiding. Adjunct-kapitein was René de Goulaine de Laudonnière, kortweg Laudonnière, een goede vriend van Gaspard de Coligny. Aan de monding van de St. Johns river, het huidige Parris Island, gingen ze aan land (1562). Ze bouwden het fort Charlesfort, genoemd naar koning Karel IX van Frankrijk; het land noemden ze La Caroline, ook naar koning Karel IX. Aan het fort hingen ze het wapenschild van koningin-moeder van Frankrijk, Catharina de' Medici. De handelsrelaties met de Timucuan-Indianen liepen goed.
Doch hongersnood brak uit zodat Ribault en Laudonnière terugvoeren naar Frankrijk om hulp te halen. In Charlesfort bleven een 30-tal kolonisten achter, onder leiding van een zekere Pierre. Het leven in Charlesfort ging van kwaad naar erger. Pierre werd gedood tijdens een muiterij. Een groepje maakte een sloep maar bleef doelloos dobberen in de Straat van Florida, waar ze zich overgaven aan kannibalisme. Guillaume Rouffi trok dan weer over land en onderhandelde met de Indianen. De Indianen verkochten Rouffi door aan de autoriteiten van Spaans Florida. De Engelsen pikten een paar dolende Fransen op, onder leiding van Nicholas Barré. Na omzwervingen via Engelse kolonies belandden dezen in Londen waar ze hun leven eindigden in de Tower of London.
Het schip met Ribault en Laudonnière kwam aan in de haven van Dieppe. De wegen van de twee mannen gingen uit elkaar. Laudonnière ging aan land om met de hugenoten een nieuwe expeditie op te zetten. Ribault keerde het zeil en trok naar Engeland. Koningin Elizabeth I was geïnteresseerd in zijn avontuur in Florida maar smeet hem ook in de Tower of London. Ribault wilde namelijk geen tweede expeditie opzetten onder Engelse vlag. Door een informatielijn uit Spaans Florida kreeg koning Filips II van Spanje lucht van het Frans avontuur. Filips II was verbaasd en verontrust dat Fransen zich installeerden op een cruciale plaats tussen de Spaanse kolonies en Spanje. De galjoenen volgden immers vanuit Centraal- en Zuid-Amerika de Straat van Florida om dan over te steken naar Europa. Havana op Cuba was een belangrijke tussenstop. Elke Franse aanwezigheid aan de Straat van Florida was voor Filips II hoogst ongewenst. De Spanjaarden die Guillaume Rouffi gekocht hadden van de Indianen, gingen op verkenning naar Charlesfort. Wat nog restte van Charlesfort, staken ze in brand (1564). Filips II was tevreden. De Spaanse nederzetting Santa Elena kwam in de plaats van Charlesfort.

### Fort Caroline
Gaspar de Coligny had alles georganiseerd voor een tweede expeditie. De hugenoten vertrokken met drie schepen kolonisten, onder leiding van Laudonnière. Laudonnière ging aan wal ten zuiden van Charlesfort, enkele dagen nadat de Spanjaarden het in brand hadden gestoken (1564). Ze bouwden het fort Caroline, ook genoemd naar koning Karel IX van Frankrijk. Tegenwoordig ligt de ruïne van Fort Caroline in de stad Jacksonville in de staat Florida. Dit behoorde destijds ook tot het gebied van de Timucan-Indianen. Ribault was er niet bij want deze was nog steeds opgesloten in de Tower of London.
De winter van 1564-1565 was hard. Er braken hongersnood en muiterij uit. Een groepje van tien Fransen uit Fort Caroline vluchtte naar Havana waar ze zich overgaven aan de Spaanse overheid. Dit nieuws uit Cuba maakte koning Filips II razend. Hij had nog recent nieuws gekregen dat Frans Florida niet meer bestond en Laudonnière bleek nu Fort Caroline opgebouwd te hebben. Filips II stelde onmiddellijk Pedro Menendez de Aviles aan om Fort Caroline uit te moorden en te veroveren. Menendez kreeg een duidelijke instructie in Madrid: geen genade voor deze hugenoten in Florida.
Begin 1565 meerde een Engels schip aan in Fort Caroline. De ergste honger leek geleden. De stemming in Fort Caroline werd uitbundig toen Jean Ribault er aankwam met zeven schepen. Koningin Elisabeth I had hem vrijgelaten. Ribault bracht 600 manschappen mee, kanonnen en goederen. Fort Caroline werd stevig uitgebouwd.
Ook nog in 1565 bouwde Menendez een Spaans bruggenhoofd. Het was de eerste Spaanse vesting aan de oostkust van Florida: San Augustin. Voor het eerst reikte Spaans-Florida tot aan de oostkust. Ribault trok met zijn schepen naar San Augustin dat in opbouw was, doch de Franse vloot verging in een storm. Ribault en sommige zeelui konden met moeite de kust bereiken. Menendez rukte intussen op naar Fort Caroline. De Spanjaarden bestookten het fort en veroverden het. Volgens Franse bronnen viel Fort Caroline omdat een Fransman verraad pleegde. Laudonnière kon ontsnappen met een groep van veertig man, doch de andere hugenoten vielen in Spaanse handen. Menendez liet ze allen ophangen aan de muren en bomen van Fort Caroline. Aan elke hals hing een bordje: wij (Spanjaarden) doen dit niet tegen het Franse volk, maar tegen de Lutheranen.
Het duurde niet lang of de troepen van Menendez arresteerden de schipbreukelingen met kapitein Ribault op kop (september 1565). In oktober 1565 voerden de Spanjaarden hen allen naar een kreek om hen een voor een af neer te sabelen. Sommige Fransen wensten hun dood af te kopen doch Menendez weigerde. Ook Jean Ribault vond de dood in de slachtpartij, net zoals 350 Fransen. De kreek werd nadien Matanzas Inlet genoemd, ofwel Kreek van het Bloedbad. Menendez liet een tiental Fransen in leven, aangezien dezen riepen dat ze katholiek waren of dat ze musicus waren.
Na dit bloedbad bestond Frans Florida niet meer. De hugenoten organiseerden geen nieuwe expeditie met kolonisten. De ontzetting over het bloedbad bevolen door Filips II was groot in Frankrijk.

## Nadien
- In augustus 1567 organiseerde de Fransman Dominique de Gourgues een strafexpeditie naar Fort Caroline.[10] Het Fort droeg toen de Spaanse naam San Mateo. Hij vermoordde er Spanjaarden en bezette San Mateo kortstondig. Dat Dominique de Gourgues handelde in naam van hugenoten, is tot op vandaag onzeker.[11] Buiten een diplomatieke rel tussen Madrid en Parijs leidde dit verder naar niets.
- De koloniale inspanningen van Frankrijk concentreerden zich verder op Nieuw-Frankrijk, de grote kolonie in Noord-Amerika in de 17e en 18e eeuw. Dit verliep buiten de Straat van Florida.
- In West-Florida bestond kort de Franse stad Pensacola (Florida). Dit was een gevolg van de uitbreidende kolonie Louisiana (Nieuw-Frankrijk).
- In de 19e eeuw wekte het leven van Fransen in Florida literaire interesse van Romantici. De katholiek-protestantse tegenstelling werd niet belicht. Franse auteurs waren eerder geïnteresseerd in de goede verstandhouding tussen Fransen en Indianen.[12] Zo beschreef Chateaubriand lovend over het personage Atala La Floridienne in Mémoires d'Outre-Tombe. Jules Verne gebruikt Florida in twee van zijn novellen: Van de aarde naar de maan[13] (1865) en Nord contre Sud (1886).
- In 2016 werd een scheepswrak ontdekt voor de oostkust van Florida. Voor de Franse ambassade in Amerika gaat het duidelijk om een schip van de vloot van Jean Ribault, dat zonk in het jaar 1565. Er zijn koperen kanonnen gevonden en de Fleur de lis. Dit was een embleem van de koningen van Frankrijk. De ambassade is een proces begonnen in Orlando om het scheepswrak in bezit te krijgen van de Franse Staat.[14]

## Wat overblijft van de 2 forten der hugenoten

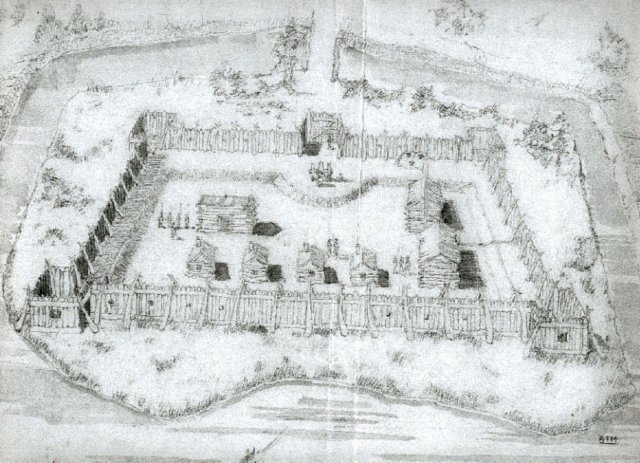
Een tekening van Charlesfort, Parris Island
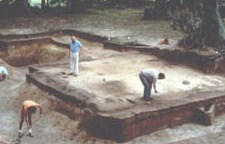
Opgravingen in Charlesfort
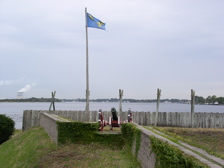
Fort Caroline National Memorial, Jacksonville
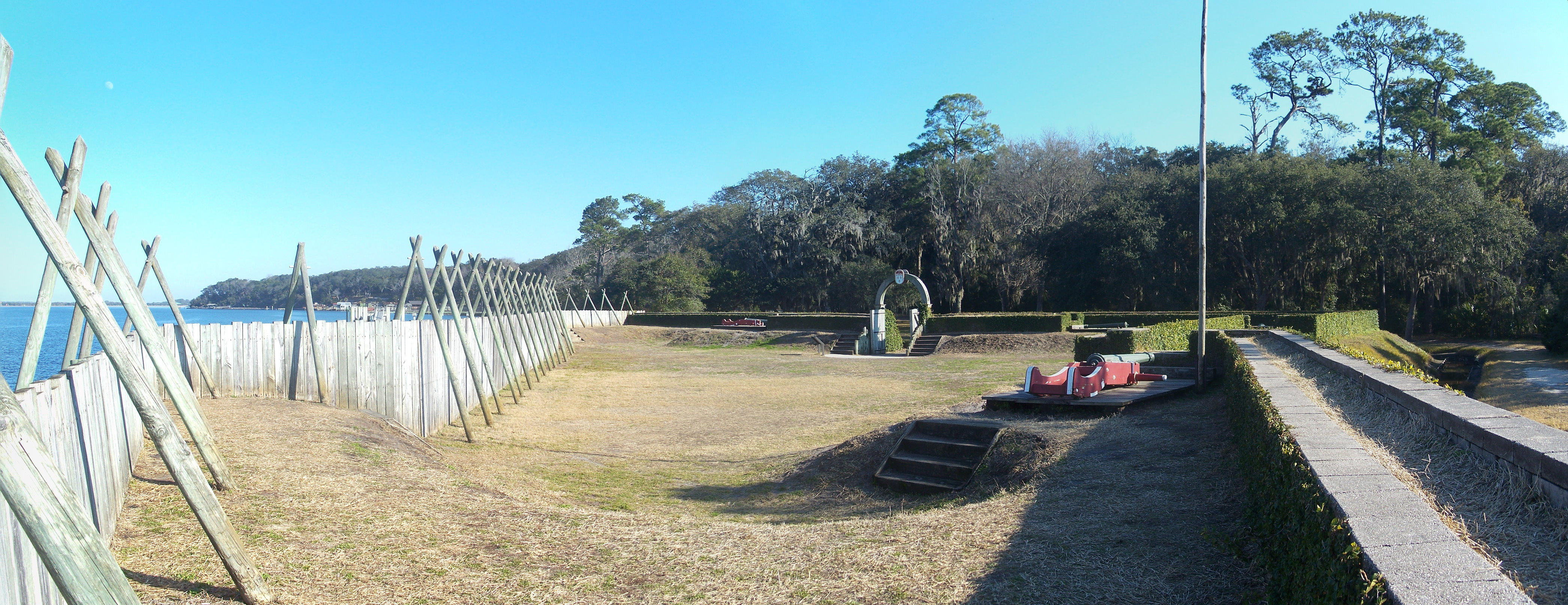
Fort Caroline